# Калинин, Николай Николаевич
Николай Николаевич Калинин (12 августа 1944, Красково, Московская область — 6 июня 2004, Москва) — советский дирижёр, музыкальный педагог, Заслуженный артист РСФСР (1980), Народный артист РСФСР
  (1985), лауреат Государственной премии РФ (1995).

## Биография
Родился 12 августа 1944 года. Отец – Чалых Николай Васильевич, погиб в 1944 году. Мать – Калинина Зоя Васильевна.
В 1954—1959 годах занимался в Ансамбле песни и пляски Московского дворца пионеров под управлением Владимира Локтева, пел в хоре, увлёкся инструментальной музыкой.
В 1960—1964 годах учился в Музыкальном училище при Московской консерватории. В годы учёбы в училище организовал и возглавил оркестр при детском хореографическом ансамбле «Школьные годы» московского Дома культуры автомобилистов. Оркестр под управлением Калинина вырос в самостоятельный музыкальный коллектив — Московский молодёжный оркестр русских народных инструментов.
Окончил Московскую консерваторию по классу ударных инструментов в 1970 году.
В 1972—1975 годах — музыкальный руководитель и дирижёр Красноярского ансамбля танца Сибири под руководством М. С. Годенко. В 1975 году стал лауреатом Международного молодёжного конкурса дирижёров в Галле (Саксония-Анхальт) (ГДР).
В 1975—1985 годах Николай Николаевич — музыкальный руководитель международных фестивалей и праздников, организуемых ЦК ВЛКСМ: Всемирных фестивалей молодёжи и студентов в Берлине, Гаване, Москве, музыкальных фестивалей в Венгрии, Болгарии, Монголии и Румынии. В 1979 году Калинин был удостоен премии Ленинского комсомола.
С 1979 года и до конца жизни — художественный руководитель и главный дирижёр Оркестра народных инструментов России имени Н. П. Осипова.
Н. Н. Калинин известен как музыкальный педагог — профессор Российской академии музыки имени Гнесиных, преподавал в Московском государственном университете культуры и искусств и других музыкальных ВУЗах России.
Николай Николаевич является основателем в 1995 году Волжского русского народного оркестра. В 2004 году Волжскому оркестру присвоено имя Н. Н. Калинина, а самому Калинину присвоено звание «Почётный гражданин Волжского».
Председатель жюри I-го Всероссийского конкурса дирижёров русских народных оркестров в Красноярске (2001), VI-го Всероссийского конкурса исполнителей на народных инструментах в Твери (2001), III-го Всероссийского конкурса исполнителей народной песни «Голоса России» в Смоленске (2003).
Член комиссии по государственным наградам при Президенте РФ (1995—2004) и комиссии по Государственным премиям в области литературы и искусства при Президенте РФ (1997—2004), член Совета при Президенте РФ по культуре и искусству, председатель правления Всероссийского музыкального общества (2001—2004).
Скончался от тяжёлой болезни 6 июня 2004 года. Похоронен в Москве на Ваганьковском кладбище. Бронзовый памятник на могиле выполнил в 2005 году скульптор М. А. Неймарк.

## Семья
Супруга – Левкина Татьяна Васильевна, заслуженная артистка России, играет на домре в оркестре имени Н.П. Осипова. Дети: Василий, Денис, Юлия. Внуки: Варвара, Иван, Степан.

## Награды
- Орден «За заслуги перед Отечеством» III степени (28 июня 1999 года) — за большой вклад в развитие многонациональной культуры России и высокое профессиональное мастерство[4].
- Орден Дружбы народов (12 января 1994 года) — за большие заслуги в развитии и пропаганде отечественной музыкальной культуры[5].
- Народный артист РСФСР (1985).
- Заслуженный артист РСФСР (1980).
- Благодарность Президента Российской Федерации (20 мая 2002 года) — за активное участие в работе Комиссии по государственным наградам при Президенте Российской Федерации[6].
- Золотой почётный знак «Общественное признание».